# Sant Salvador del Jou
Sant Salvador del Jou és una església del municipi de Guardiola de Berguedà (Berguedà) inclosa en l'Inventari del Patrimoni Arquitectònic de Catalunya.

## Descripció
És una petita església romànica orientada a llevant que conserva poques filades del que fou una nau rectangular amb absis semicircular i la porta a migdia. Els carreus estan força ben treballats, disposats en filades a contrajunt, obra segurament del segle xii.

## Història
Descoberta el 1985. No se'n tenen referències documentals llevat d'una deixa testamentària del 1443. Cal pensar que fou una simple capella que mai tingué la categoria de parroquial i que depenia de la veïna església romànica, totalment perduda, de Sant Ciprià de Fígols.